# Bajoques farcides

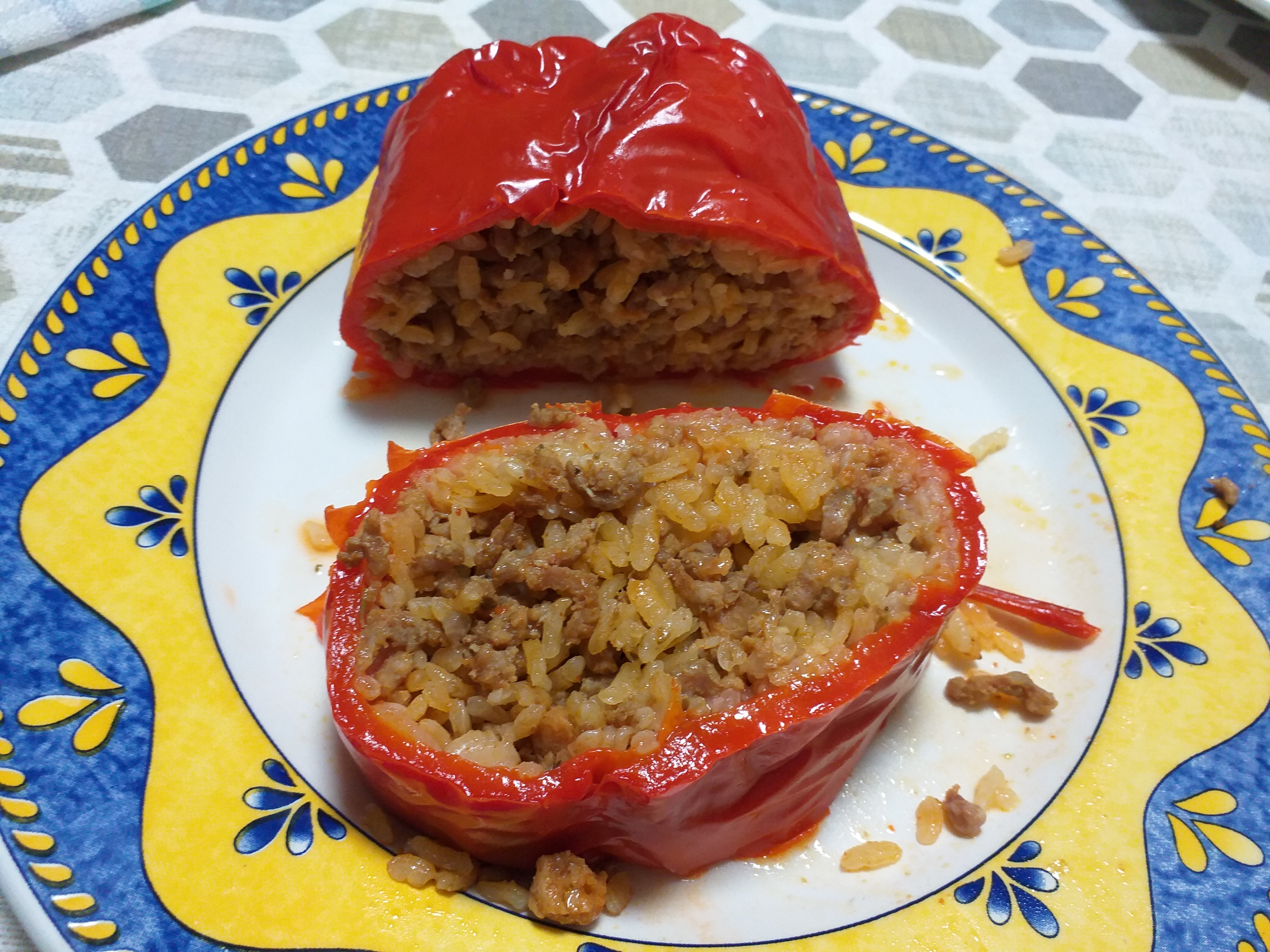
Bajoca farcida

Los pimientos rellenos de arroz (en valenciano estándar pimentons farcits pero popularmente bajoques farcides) son un plato cuyo principal ingrediente es el pimiento (generalmente rojo), típico de la cocina valenciana, y en concreto de las Comarcas Centrales de la Comunidad Valenciana a caballo entre la provincia de Alicante y la provincia de Valencia. Se puede decir que es muy típico de Alcoy una ciudad de la provincia de Alicante.

## Características
Para su preparación se realiza un sofrito con tomate, arroz y carne (aunque a veces se sustituye por atún en conserva o longaniza deshecha) con el que se rellenan los pimientos que posteriormente se asan al horno. Se sirven enteros con las "tapas" como primer plato.